# Dynamene tubicauda
Dynamene tubicauda är en kräftdjursart som beskrevs av David Malcolm Holdich 1968. Dynamene tubicauda ingår i släktet Dynamene och familjen klotkräftor. Inga underarter finns listade i Catalogue of Life.